# 미나미미하라촌
미나미미하라촌(南三原村)은 지바현 아와군에 설치되었던 촌이다. 현재의 미나미보소시 동부에 해당한다.